# Villa Doria Pamphilj
Villa Doria Pamphilj è una residenza storica che comprende il terzo più grande parco pubblico di Roma (180 ettari) dopo il Parco regionale dell'Appia antica e il Parco regionale del Pineto, situata appena fuori dalle mura nel quartiere Gianicolense, sulle propaggini occidentali del Gianicolo, compresa tra via Aurelia Antica, via della Nocetta e via Vitellia. Al suo interno sorge il Casino del Bel Respiro o Algardi, che è sede di rappresentanza ufficiale del governo italiano.
Trae origine dalla tenuta di campagna dell'omonima famiglia nobile romana, progettata da Alessandro Algardi e Giovanni Francesco Grimaldi nel Seicento, dalla fusione di diverse vigne preesistenti. Fu espropriata nel corso del Novecento, divisa in due nel 1960 per l'apertura di via Leone XIII (tratto della via Olimpica), e aperta al pubblico nel 1972.

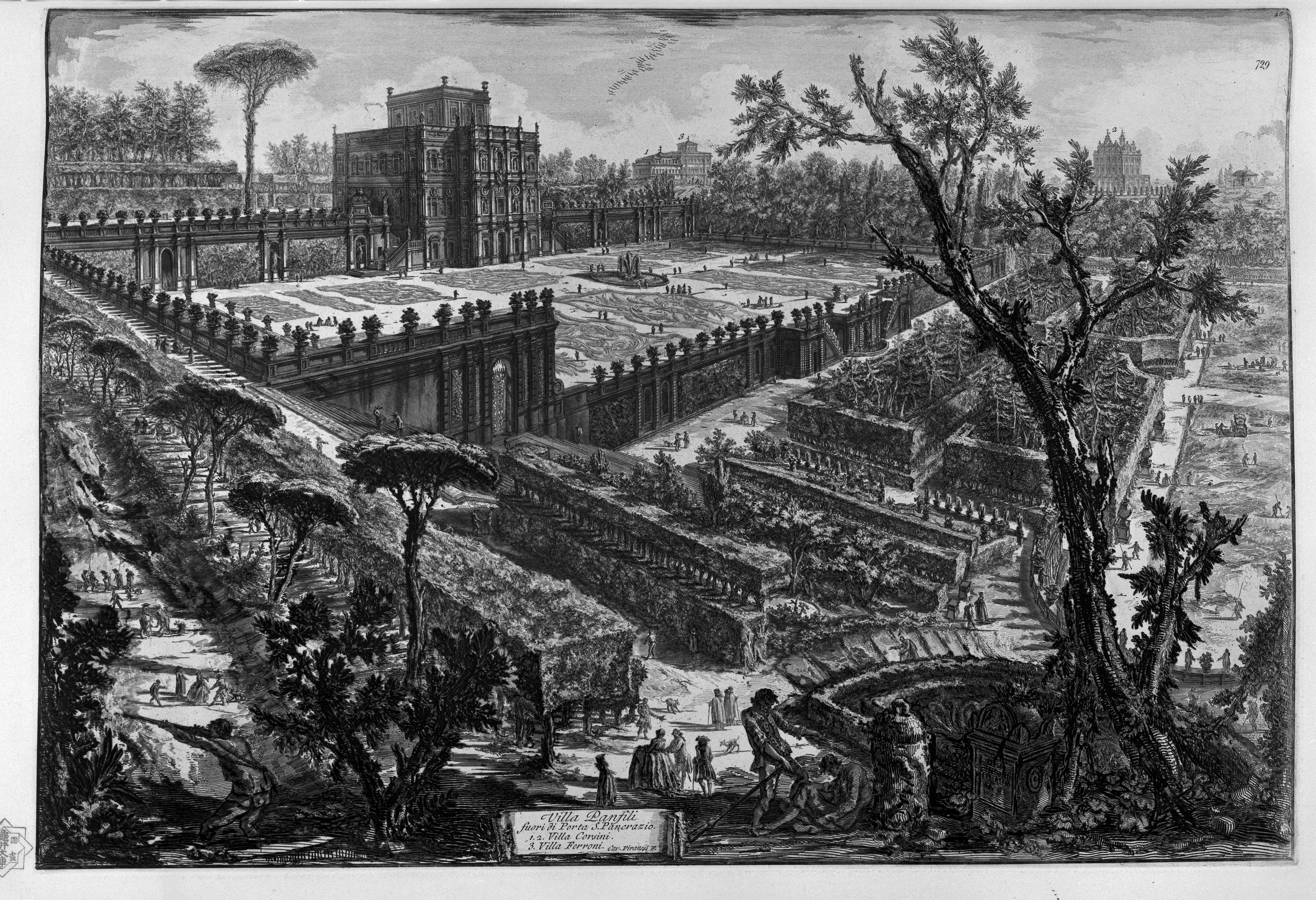
Incisione di Giovanni Battista Piranesi della metà del XVIII secolo

## Storia
Quello che all'epoca era solo un modesto appezzamento agricolo fuori dalle mura gianicolensi, la cosiddetta Villa Vecchia, venne acquistata dal nobile Panfilo Pamphili il 23 ottobre 1630. Tra il 1644 e il 1652, mentre la famiglia Pamphili otteneva prestigio grazie al pontificato di Innocenzo X, fu affidata la progettazione della Villa Nuova allo scultore Alessandro Algardi e al pittore Giovanni Francesco Grimaldi, con la collaborazione del botanico Tobia Aldini per quanto riguardava i giardini.
Nel 1849, durante l'Assedio di Roma (1849), la villa fu teatro di una delle più cruente battaglie per la difesa della Repubblica Romana: le truppe francesi il 2 giugno occuparono villa Corsini, e il giorno successivo le truppe garibaldine tentarono invano di riconquistarla. Durante uno degli assalti morì il colonnello Angelo Masina e fu ferito a morte Goffredo Mameli, autore dei versi dell'inno nazionale italiano.
Nel 1856 la villa fu unita alla confinante Villa Corsini e tutto il complesso venne trasformato in una grande azienda agricola. Iniziati i primi espropri da parte del comune di Roma nel 1939, il nucleo originario della villa fu acquistato dallo Stato Italiano nel 1957. Oltre 168 ettari furono acquisiti dalla municipalità romana. La parte occidentale fu aperta al pubblico nel 1965 e la restante il 22 maggio 1971.
Rimane proprietà della famiglia Doria-Pamphilj la cappella funeraria opera di Edoardo Collamarini.

## Odonimia
I viali all'interno del parco sono dedicati a donne famose:
- Simone de Beauvoir, Cristina di Belgioioso, Sorelle Brontë, Maria Callas, Carla Capponi, Maria Carta, Camilla Cederna, Alda Costa, Oriana Fallaci, Artemisia Gentileschi, Natalia Ginzburg, Dolores Ibárruri, Anna Kuliscioff, Giorgiana Masi, Vittoria Nenni, Florence Nightingale, Anna Politkovskaja, Clara Wieck Schumann, Miriam Mafai[7]